# Marquesado de Villar Mir
El marquesado de Villar Mir es un título nobiliario español, creado el 3 de febrero de 2011 por el rey Juan Carlos I de España a favor del ingeniero de caminos y empresario Juan Miguel Villar Mir.

## Denominación
La denominación de la dignidad nobiliaria refiere a los apellidos, paterno y materno, por los que fue universalmente conocido la persona en la que en su memoria se instituye dicha merced nobiliaria.

## Carta de Otorgamiento
Fue creado mediante el real decreto 137/2011, de 3 de febrero (BOE del 4 de febrero), expidiendo la correspondiente real carta de concesión por «la destacada y dilatada trayectoria de don Juan Miguel Villar Mir, al servicio de España y de la Corona».

## Marqueses de Villar Mir
|                            | Titular                    | Periodo                    |
| Creación por Juan Carlos I | Creación por Juan Carlos I | Creación por Juan Carlos I |
| -------------------------- | -------------------------- | -------------------------- |
| I                          | Juan Miguel Villar Mir     | 2011-2024                  |

## Historia de los marqueses de Villar Mir
- Juan Miguel Villar Mir, I marqués de Villar Mir, ingeniero de caminos y empresario.